# Schloss Waldreichs

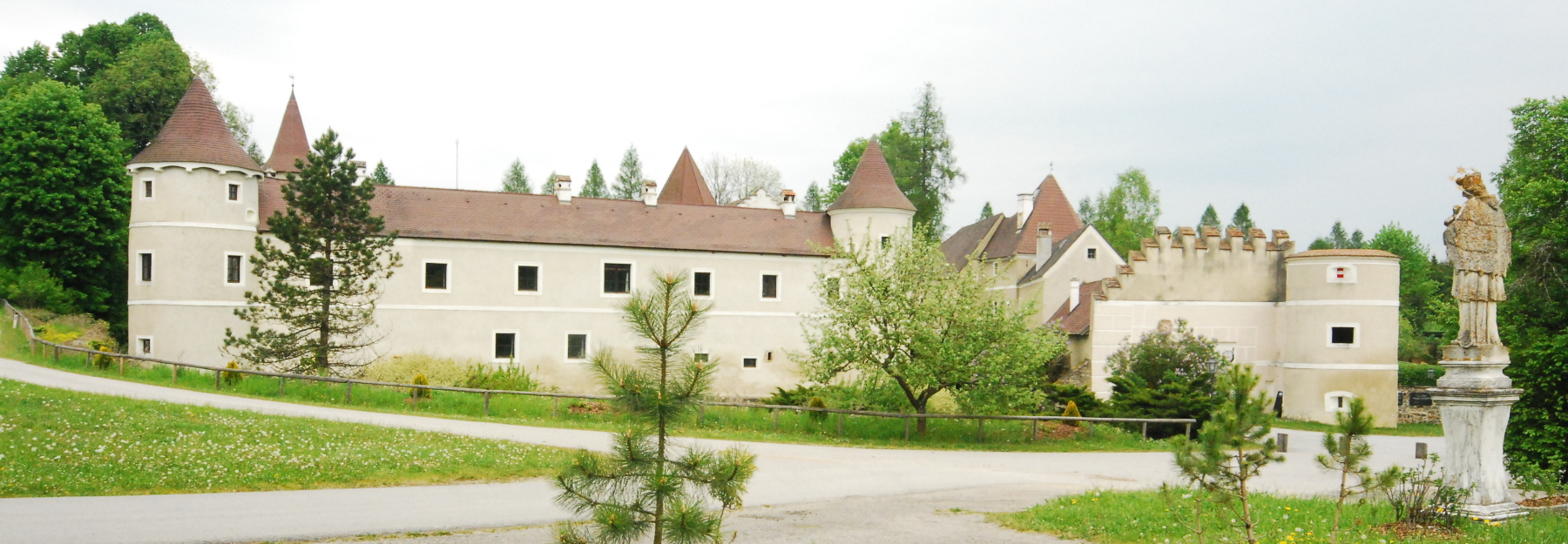
Schloss Waldreichs

Das Schloss Waldreichs in der niederösterreichischen Gemeinde Pölla – eine unregelmäßige Vierflügelanlage mit vorgelagertem Vorwerk und Torbau – liegt auf freiem Feld zwischen dem Stausee Ottenstein und dem Truppenübungsplatz Allentsteig, östlich vom Schloss Ottenstein. Die Anlage steht unter Denkmalschutz.

## Geschichte

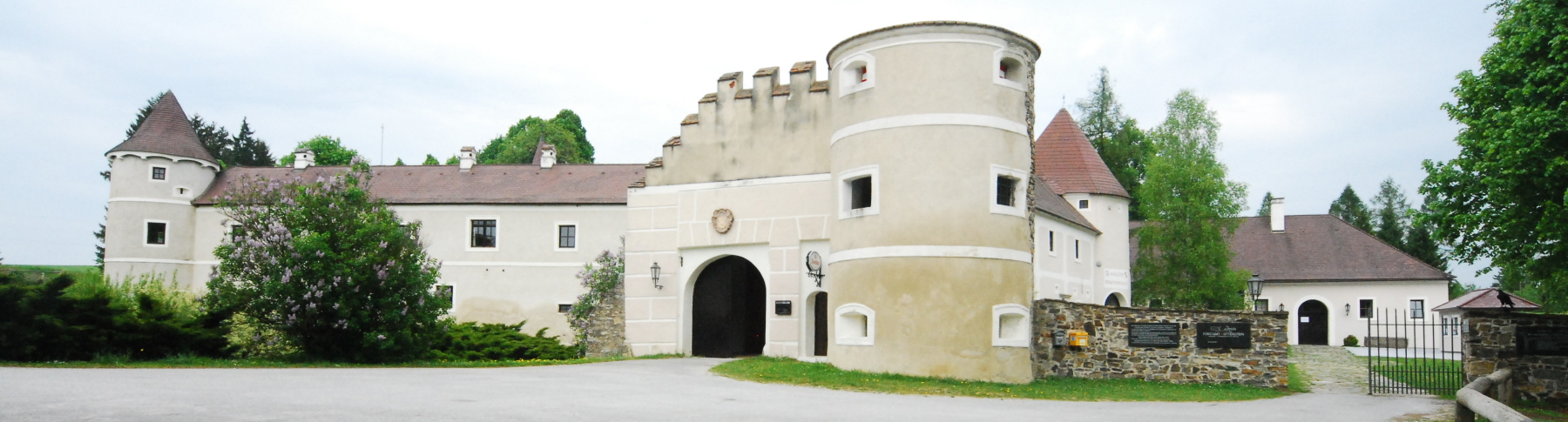
Blick auf Einfahrt und Zinnenmauer

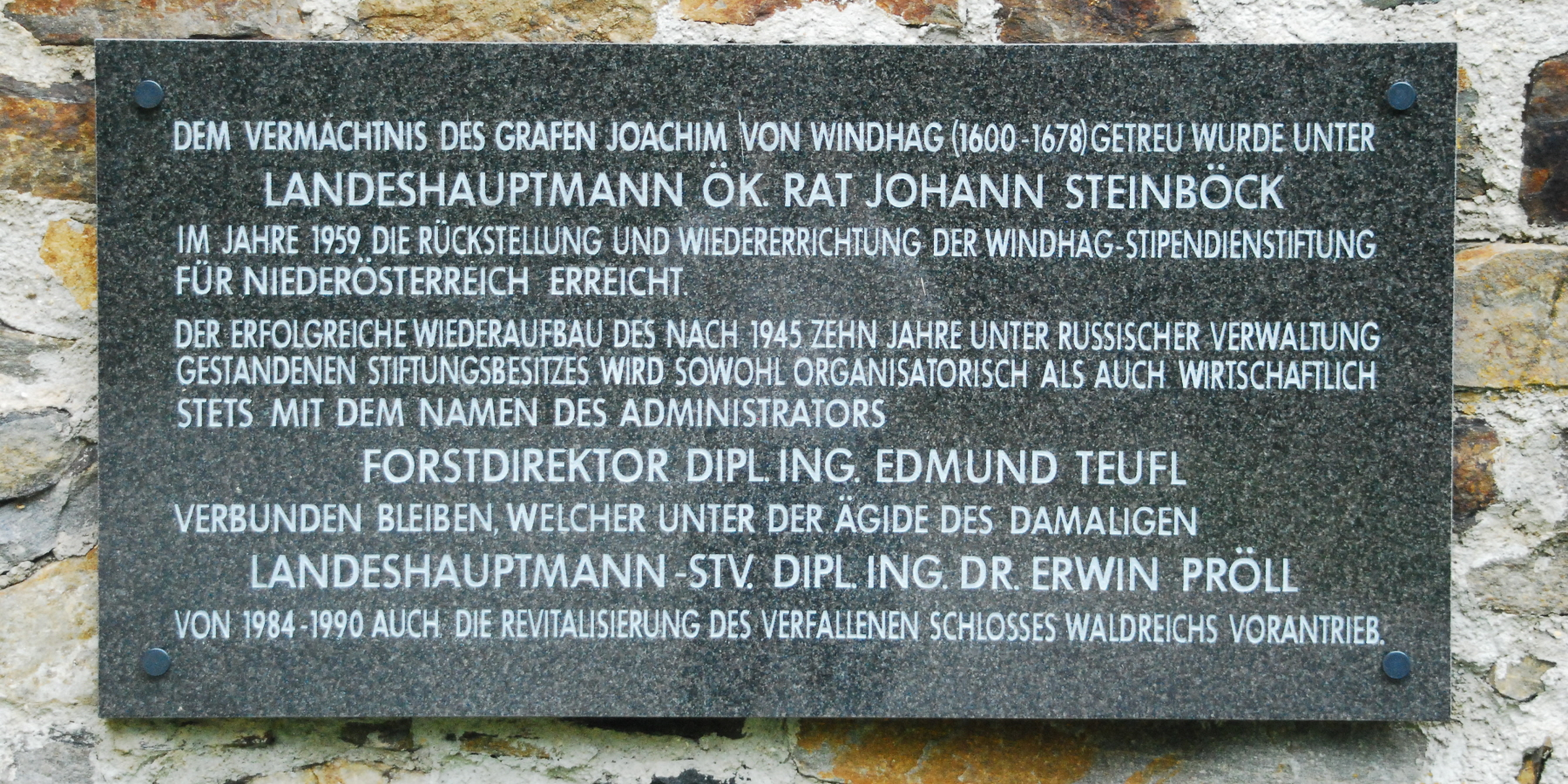
Gedenktafel zur jüngeren Geschichte

Schloss Waldreichs wurde 1258 erstmals urkundlich erwähnt. Um 1400 werden Kaspar und Bernhard von Waldreichs als Lehensträger genannt. Nach der Zerstörung durch ein ständisches Exekutionsheer 1446–1448 wurde es um 1450 unter Hans Harrasser als Festung wiederaufgebaut. Aus dieser Zeit stammen die heutige Ruine im Osttrakt, die Kapelle und der östliche Turm. 1460 wurde es an Vinzenz Stodoligk belehnt. 1519–1536 war es mit der Herrschaft Ottenstein vereinigt. 1530–1534 erfolgte der Umbau zum Wasserschloss unter Eustach Stodoligk. Ab 1533 war es ein freies Eigen. 1536 ging die Anlage an die Freiherren von Altena, die sie durch einen Zwinger und einen Meierhof ausbauten. Nach der Eroberung und Plünderung durch kaiserliche Truppen wurde die Anlage erneut wiederaufgebaut und wechselte danach häufig ihre Besitzer. Als sie 1815 an Heinrich von Pereira-Arnstein gegangen war, wurde sie mit der Herrschaft Wetzlas vereinigt.
Im Jahr 1945 wurde das Schloss in öffentliche Verwaltung übergeben und verfiel zusehends. Seit 1983 wird es durch seine jetzige Eigentümerin, die Windhag-Stipendienstiftung für Niederösterreich, saniert. Es ist heute Sitz des zur Stiftung gehörenden Forstamtes Ottenstein und beherbergt außerdem das NÖ Falknerei- und Greifvogelzentrum mit seinem Eulenpark. Bei der Restaurierung wurde der Wassergraben zum Teil zugeschüttet und der ehemalige Meierhof abgetragen.

## Beschreibung
Das Schloss, dessen Obergeschoß überwiegend bei der Restaurierung neu aufgebaut wurde, ist um einen rechteckigen Hof angeordnet und hat an den äußeren Ecken drei- bis viergeschoßige Rundtürme mit Kegeldächern sowie einen Bergfriedartigen Ostturm mit Zeltdach und Rechteckfenster mit Granitrahmung. Die Türme sind zum Teil mit Schießscharten ausgestattet. Die nordwestliche Durchfahrt zum Zwinger hat ein Flachtonnengewölbe über Gurtbögen; in der Mitte des Nordostflügels liegt eine Rundbogendurchfahrt mit einem bei der Restaurierung errichteten Treppengiebel. In der Ostecke des Hofs liegt ein ruinöser zweigeschoßiger Bauteil und an der Südostseite ein breiter Mittelrisalit mit eingemauertem, spätgotischem, profiliertem Torgewände.
Im Südosten liegt eine Einfahrt mit Rundbogentor und vermauertem Mannstor und darüber eine Zinnenmauer. Südlich davon erhebt sich ein runder Turm. Durch eine Mauer damit verbunden ist das zweigeschoßige Vorwerk, das 1563 mit einem unregelmäßigen, geknickten Grundriss mit halbrundem Mittelrisalit und nach Südosten vorgeschobenem eingeschoßigem Trakt – einem Rest des ehemaligen Meierhofs – erbaut wurde und von Sattel- und Walmdächern gedeckt ist. Die Durchfahrt zum Zwinger ist von einem Sterngratgewölbe gedeckt. Im Erdgeschoß liegt ein quadratischer Einstützenraum mit Platzlgewölben über Gurtbögen auf einem abgefasten Vierseitpfeiler und eine Schmiede mit Platzlgewölben über Gurtbögen und einem gemauerten Ofen. Im Obergeschoß befinden sich ein rechteckiger Raum mit Rokoko-Landschaftsmalereien vom Ende des 18. Jahrhunderts, eine Backstube mit gemauertem Ofen, mehrere Räume mit Kreuzgrat- und Platzlgewölben über Gurtbögen und zum Teil barocke Türstöcke.
Im Erdgeschoß des Südwest- und Nordwesttraktes liegen schmale Gänge mit Tonnengewölben und im westlichen Turmgeschoß ein Rundzimmer mit Kreuzgratgewölbe. Der runde Raum im Obergeschoß des nördlichen Turms hat ein Flachkuppelgewölbe und geschwungene Fensterstürze.
Vor dem Torbau steht eine Sandsteinstatue des Heiligen Johannes Nepomuk auf einem konvex geschwungenen Kalksteinsockel, bezeichnet mit 1717.

## Schlosskapelle
Die Schlosskapelle im Südostflügel wurde um 1450 errichtet und 1669 umgebaut. Das dreiachsige Langhaus mit dreiseitigem Chor hat an der Südwand hochrechteckige Fenster und ein umlaufendes Stuckgesims. Von einem aus Ziegeln gemauerten, barocken Säulenaltar von 1721 und dessen Stuckdekoration sind Reste erhalten.